# Здание Иркутского областного краеведческого музея
Здание исторического отдела Иркутского областного краеведческого музея расположено в центре Иркутска, на углу улицы Карла Маркса и бульвара Гагарина. Возведено в 1882—1883 годах по проекту Генриха Розена для Археологического музея Восточно-Сибирского отдела Императорского русского географического общества (ВСОИРГО).

## История
В июне 1879 года в Иркутске произошёл сильный пожар, уничтоживший значительную часть города, и в том числе здание музея Восточно-Сибирский отдела Императорского русского географического общества (ВСОИРГО) на Тихвинской площади. В результате возникла нужда в возведении нового здания, для чего был организован сбор средств.

Проект здания в мавританском стиле составил архитектор Генрих Розен. Место под строительство было отведено на углу Большой и Набережной улиц. Торжественная закладка состоялась 26 сентября (8 октября) 1882 года в присутствии Восточно-Сибирского генерал-губернатора Дмитрия Анучина. Молебен совершил епископ Иркутский и Нерчинский Вениамин. Здание было освящено 6 (18) ноября следующего года; после молебна состоялось торжественное заседание отдела.
Первоначально здание имело квадратную форму; в 1890—1891 годах из-за нехватки выставочных площадей была сделана пристройка, которая придала зданию прямоугольную форму. Изначально на фризе музея было высечено 12 фамилий учёных, внёсших значительный вклад в изучение Сибири, следующие шесть имён были высечены в 1901 году; в 2007 году к ним была добавлена фамилия Колчака.

В XIX веке фонды музея пополнялись благодаря различным научным экспедициям. Зоологическая, палеонтологическая, минералогическая и археологические коллекции размещались на первом этаже здания. На втором этаже располагались этнографическая коллекция и собрание предметов, имеющих отношение к буддизму; здесь же находился библиотечный зал, в котором проводились общие чтения и заседания комитета.
В июне 1890 года музей посетил и осмотрел коллекции Антон Чехов, бывший в Иркутске проездом. 24 июня (6 июля) 1891 года музей посетил цесаревич Николай Александрович, возвращавшийся в Санкт-Петербург из Восточного путешествия. Наследник престола был встречен председателем отдела Владимиром Сукачёвым. Цесаревич сперва осмотрел коллекции 1-го этажа, слушая объяснения членов отдела; затем в библиотечном зале Сукачёв произнёс торжественную речь, а члены общества поднесли наследнику подарки: альбом видов и типов народов Сибири и несколько изданий отдела. В завершение визита Николай Александрович осмотрел коллекции 2-го этажа, при этом объяснения ему давал член отдела, священник Иннокентий Подгорбунский.
Здание дважды посещал полярный исследователь Александр Колчак: 21 февраля (6 марта) 1903 года он прочёл здесь доклад о современном положении русской полярной экспедиции Императорской академии наук, а 2 (15) марта 1904 года на общем собрании членов отдела под председательством Н. Е. Маковецкого прочёл сообщение об экспедиции барона Эдуарда Толля и её поисках.
7 февраля 1910 года на башне здания со стороны набережной была открыта астрономическая обсерватория.
После Октябрьской революции 1917 года зданию был нанесён незначительный урон в ходе декабрьских боёв. Белогвардейцы в музее устанавливали пулемёты, во дворе ими был размещён бомбомёт, выпустивший 5 мин, поддерживая штурм Белого дома.
В 1920 году ВСОРГО был национализирован. В здании разместился отдел истории Иркутского областного краеведческого музея. В советский период среди прочих здесь работали такие учёные, как Михаил Герасимов и Алексей Окладников.